# 오므론
오므론 주식회사(オムロン株式会社, Omron Corporation)는 일본 교토 시에 위치한 전자회사이다.
오므론은 1933년 다테이시 카즈마(立石一真)가 설립하였고 1948년에 법인화되었다. 교토 지역에 시작된 이 회사의 이름은 오무로(御室)였는데 여기서 "OMRON"이라는 이름이 탄생하게 되었다. 1990년 전까지 이 회사는 Omron Tateishi Electronics였다.
2013년에 오므론은 톰슨 로이터 톱 100 글로벌 혁신 기업 중 하나로 선정되었다.

## 사업 부문 및 제품
- 산업 자동화: 센서, 개폐기, 안전 부품, 릴레이, 제어 부품, 전기 파워 모니터링 장비, 전원공급장치, 프로그래머블 로직 컨트롤러
- 전기 부품: 전자계전기, 개폐기, 단자, 마이크로 감지 장치, MEMS 센서, 이미지 감지 기술, 마우스용 스위치
- 자동차 부품: 자동차 라디오 부품, 운전자 모니터 센서, 일렉트릭 파워 스티어링, 통합 제어 장치, 스위치 및 제어 부품
- 소셜 시스템: 접근 제어 시스템, 도로 관리 시스템, 신호등 컨트롤러, 보안/감시 카메라, 자동화된 개찰구, 표 자동판매기, 요금 조정 기계
- 헬스케어
  - 개인용: 혈압계, 디지털 온도계, 체성분 모니터, 계보기, 분무기
  - 전문가용: 혈압 모니터, 비침투식 혈관 모니터, 휴대용 ECG, 환자 모니터
- 기타 사업
  - 굴착기용 배전 및 컨트롤
  - 환경 솔루션
  - 강제 수용소 시스템용 전기 제어 및 자동화

## 사진

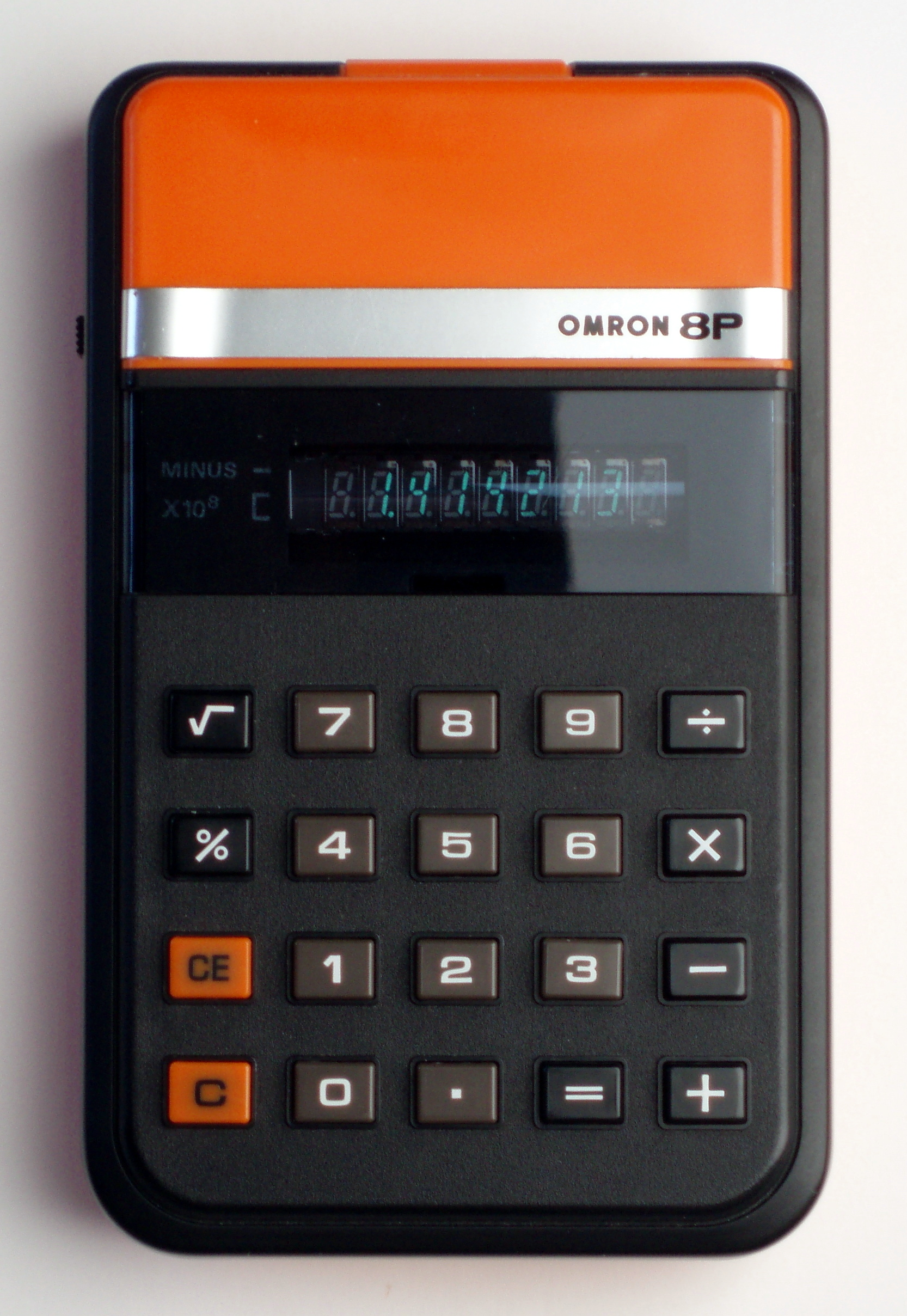
오므론 8P 계산기 (1976)
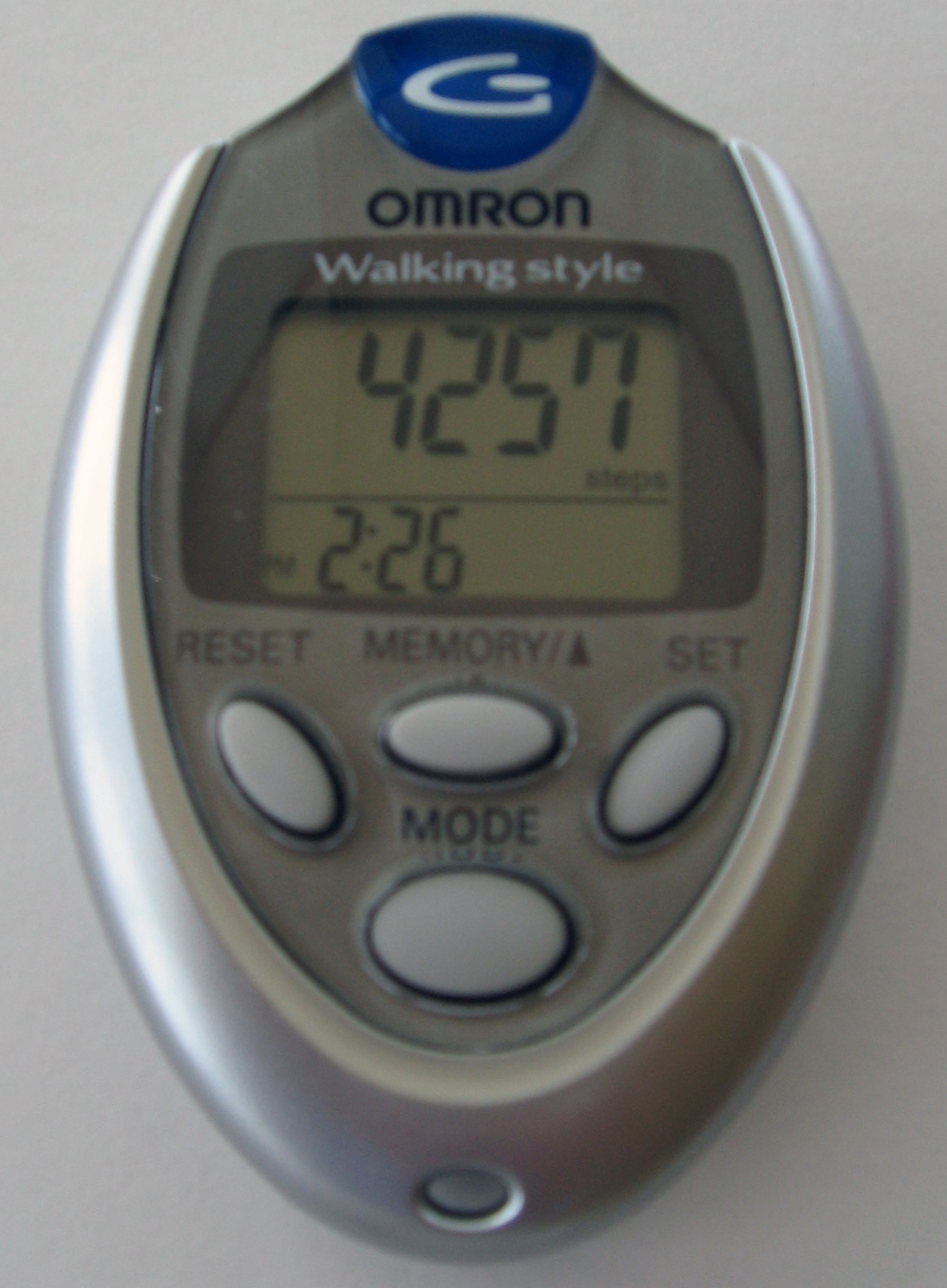
디지털 오므론 HJ-112 계보기

## 같이 보기
- 퍼지 논리